# Francesco Gualerzi
Francesco Gualerzi (Montecchio Emilia, 31 marzo 1963) è un musicista e compositore italiano.

## Carriera
Si avvicina alla musica iniziando lo studio del clarinetto circa all'età di sette anni.
Dal 1978 al 1982 suona come sassofonista e compositore in un'orchestra folcloristica di Reggio Emilia. Nel frattempo prosegue gli studi di Conservatorio.
Conosce Andrea Mingardi e per una stagione lavora nel suo gruppo.
Nel 1983 fonda un proprio complesso, gli Studio Hertz.
Nel 1985 partecipa con lo Studio Hertz al Festival di Castrocaro, vincendo con un suo brano "Sarà forse in America".
Nel 1986 partecipa, con il nome d'arte Francesco Hertz, al Festival di Sanremo nella categoria Nuove Proposte dove si classifica quinto con il brano Ma non finisce mica qui. Negli anni successivi incide due singoli e due album per la Durium, per la CGD e poi per la CBS. In questo spazio di tempo si specializza nello studio del sassofono jazz dal Maestro Giorgio Baiocco, suonando musica fusion e jazz con vari gruppi.
Nel 1993, dopo la scomparsa di Augusto Daolio, entra, insieme a Danilo Sacco, come cantante e polistrumentista nei Nomadi.
Con loro vive da quel momento diverse stagioni artistiche, conquistando con la band emiliana numerosi dischi d'oro e di platino. Da ricordare la visita al Dalai Lama a Dharamsala in India, il felice tour con gli Inti-Illimani. Lascia il gruppo nel 1998.
Nel 2000 incide per la Bumshiva Music un disco solista in qualità di cantautore, dal titolo La danza della vita.
In seguito si unisce a Max Cottafavi ed Elisa Minari formando il gruppo Monnalisa.
Nel 2006 compone le musiche della colonna sonora del film Monamour di Tinto Brass. Da notare il valzer (Di buon mattino) che il regista usa come leitmotiv.
Nello stesso periodo fonda, assieme a Mirco Ghirardini, il Concerto a fiato l'Usignolo, un settetto di soli fiati che ripropone le più belle musiche tradizionali emiliane. 
Nel gruppo suona il clarinetto in mib e il saxofono componendo anche diversi brani che verranno poi incisi nel cd Di Buon Mattino.
Nel 2007 incide il singolo La nave dei Bastardi e costituisce la società di edizione e produzione (Trifonica) assieme a Lucio Boiardi e Francesco Montisano.
Il 2008 lo vede impegnato in spettacoli teatrali, assieme a l'Usignolo e a Mara Redeghieri cantante degli Üstmamò.
Nel 2013 vengono pubblicati i singoli Angeli del novecento e In direzione del vento.
Nel 2014 fonda l'Officina del Battagliero.
Si tratta di un recupero storico culturale di opere folcloristiche emiliane, in particolare quelle nate e cresciute a partire da metà 800 fino ad arrivare ai primi decenni dopo la seconda guerra mondiale, nelle zone fra Parma e Reggio Emilia. Con questa formazione incide due album: il primo nel (2015) si intitola "Alla Pattacini" dedicato al compositore e musicista Tienno Pattacini. Il secondo (2017) "Alla Nostra Maniera" è dedicato ad opere di vari altri valenti autori del genere ballabile ispiratisi a Giuseppe Verdi e agli Straus (Parma nella prima metà dell'800 era ancora governata da Maria Luisa d'Asburgo-Lorena). Queste formazioni, prima di stile bandistico "Concerti a Fiato" poi "orchestrine moderne" svilupparono un propri modo d'espressione, unico nel suo genere.

## Riconoscimenti
- Castrocaro - Telegatto Sorrisi e Canzoni TV 1º classificato con gli Studio Hertz

## Discografia

### Con i Nomadi
- 1993 - Contro (CGD) solo sax
- 1994 - La settima onda (CGD)
- 1995 - Lungo le vie del vento (CGD)
- 1996 - Quando ci sarai (CGD)
- 1997 - Le strade, gli amici, il concerto (CGD)

### Solista
- 1986 - Ma non finisce mica qui (CGD)
- 1987 - Gente di cuore (CGD)
- 1987 - Il mondo come appare (DURIUM)
- 1988 - Io vado con la luna (CBS)
- 2001 - La danza della vita (Bumshiva)
- 2005 - I Cugini Furbi (Trifonica)
- 2007 - La nave dei bastardi (Trifonica)
- 2013 - Angeli del novecento (Trifonica)
- 2013 - In direzione del vento (Trifonica)
- 2013 - Italianissimo Orchestra Volare (Irma)
- 2015 - Alla Pattacini - Officina del Battagliero
- 2017 - Alla Nostra Maniera - Officina del Battagliero (Trifonica)

### Con L'Usignolo
- 2008 - Di buon mattino (ARCI, iTEATRI re)
- 2010 - Sciopero dei musicisti (ARCI, iTEATRI re)